# Oosterzele
Oosterzele là một đô thị trong tỉnh Oost-Vlaanderen, ở Bỉ. Đô thị này bao gồm các thị xã Balegem, Gijzenzele, Landskouter, Moortsele, Oosterzele và Scheldewindeke. Tại thời điểm ngày 1 tháng 1 năm 2006 Oosterzele có tổng dân số 13.172 người. Tổng diện tích là 43,12 km² với mật độ dân số là 305 người trên mỗi km².

## Dân địa phương nổi tiếng
- Els de Temmerman, ký giả
- Johan Van Hecke, nhà chính trị
- Gustaaf Joos, Hồng y

## Địa phương
Oosterzele và các khu vực dân cư.
| #   | Deelgemeente   | Diện tích (km²) | Dân số | Mật độ dân số |
| --- | -------------- | --------------- | ------ | ------------- |
| I   | Oosterzele     |                 |        |               |
| II  | Balegem        | 12,02           |        |               |
| III | Scheldewindeke | 11,84           |        |               |
| IV  | Moortsele      | 3,64            |        |               |
| V   | Landskouter    |                 |        |               |
| VI  | Gijzenzele     | 1,87            |        |               |